# Adelshausen (Melsungen)
Adelshausen ist ein Stadtteil von Melsungen im nordhessischen Schwalm-Eder-Kreis. 

## Geographie

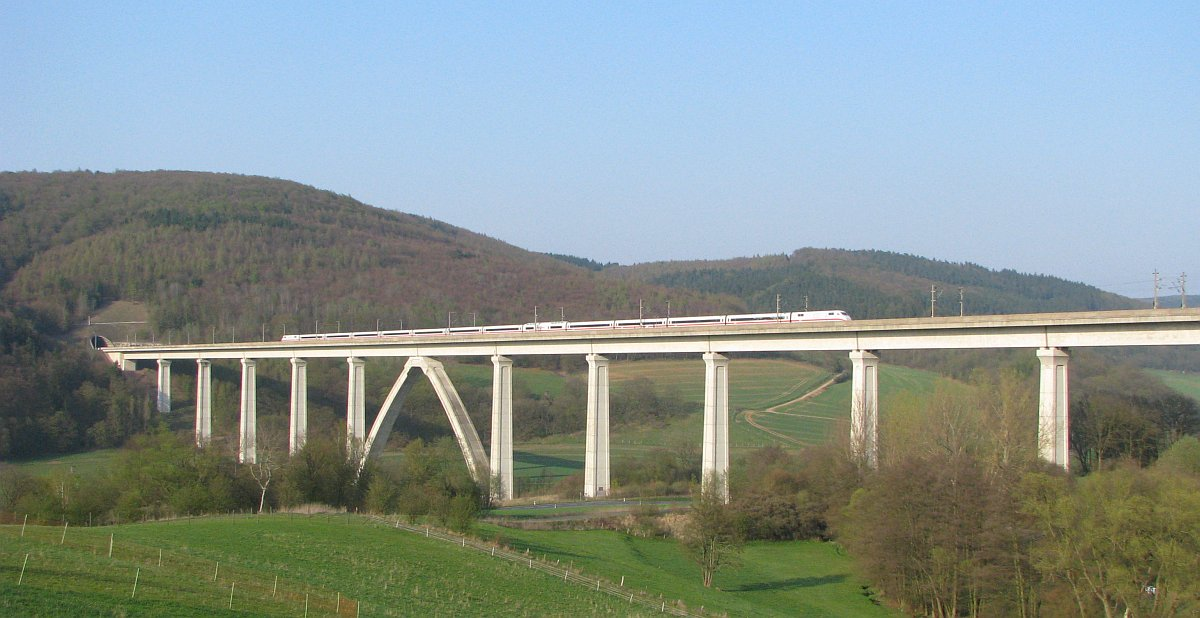
Die Pfieffetalbrücke mit einem ICE1

Das Dorf liegt an der Pfieffe. Durch den Ort verläuft die Bundesstraße 487. Im Osten überquert die Schnellfahrstrecke Hannover–Würzburg den Fluss über die Pfieffetalbrücke.

## Geschichte
Erstmals urkundlich erwähnt wurde der Ort als „Odolvessen“ im Jahre 1209. Der Ortsname mutierte im Laufe der Jahrhunderte bis zu seiner heutigen Form: Odolvishusen (1269), Odolpheshusen (1318), Odolfishusen (um 1360), Odelshusen (1438) und Odelshausen (1585).
Im Jahre 1923 übernahm die im Jahre zuvor auf Initiative des Göttinger Philosophen Leonard Nelson gegründete Philosophisch-Politische Akademie (PPA) die Trägerschaft des Landerziehungsheims Walkemühle, etwa 750 m nordwestlich von Adelshausen an der Pfieffe, das im Mai 1924 eröffnete. Leiterin war Minna Specht, die nach dem Tod Leonard Nelsons im Jahr 1927 auch Vorsitzende der PPA wurde. Als Lehrer wirkte u. a. Gustav Heckmann.
Im Zuge der Machtübernahme durch die NSDAP erfolgte 1933 die Enteignung des Landerziehungsheims Walkemühle und dessen Umfunktionierung in eine Amtswalter- und SA-Führerschule des NSDAP-Gaus Kurhessen. Ab April 1933 wurden in den Kellern der Anlage auch zahlreiche so genannte Schutzhäftlinge aus dem Raum Melsungen eingesperrt, misshandelt und gefoltert. Teile der Anlage wurden am 1. April 1945 beim Vorrücken amerikanischer Truppen von Nazis in Brand gesteckt.
Die bis dahin selbstständige Gemeinde Adelshausen wurde im Zuge der Gebietsreform in Hessen am 1. Februar 1971 auf freiwilliger Basis in die Stadt Melsungen eingemeindet.
Für Adelshausen, wie für die übrigen bei der Gebietsreform nach Melsungen eingegliederten Gemeinden, wurde ein Ortsbezirk mit Ortsbeirat und Ortsvorsteher nach der Hessischen Gemeindeordnung gebildet.

## Bevölkerung

### Einwohnerstruktur 2011
Nach den Erhebungen des Zensus 2011 lebten am Stichtag, dem 9. Mai 2011, in Adelshausen 417 Einwohner. Darunter waren 6 (1,4 %) Ausländer.
Nach dem Lebensalter waren 57 Einwohner unter 18 Jahren, 180 zwischen 18 und 49, 93 zwischen 50 und 64 und 84 Einwohner waren älter. Die Einwohner lebten in 177 Haushalten. Davon waren 51 Singlehaushalte, 57 Paare ohne Kinder und 54 Paare mit Kindern, sowie 6 Alleinerziehende und 9 Wohngemeinschaften. In 42 Haushalten lebten ausschließlich Senioren und in 120 Haushaltungen lebten keine Senioren.

### Einwohnerentwicklung
Quelle: Historisches Ortslexikon
- 1575: 12 Haushaltungen
- 1585: 18 Haushaltungen
- 1747: 23 Haushaltungen

| Adelshausen: Einwohnerzahlen von 1834 bis 2019 | Adelshausen: Einwohnerzahlen von 1834 bis 2019 | Adelshausen: Einwohnerzahlen von 1834 bis 2019 | Adelshausen: Einwohnerzahlen von 1834 bis 2019 | Adelshausen: Einwohnerzahlen von 1834 bis 2019 |
| --- | ---------------------------------------------- | ---------------------------------------------- | ---------------------------------------------- | ---------------------------------------------- |
| Jahr |                                                |                                                |                                                | Einwohner                                      |
| 1834 | 1834                                           |                                                | 262                                            | 262                                            |
| 1840 | 1840                                           |                                                | 266                                            | 266                                            |
| 1846 | 1846                                           |                                                | 278                                            | 278                                            |
| 1852 | 1852                                           |                                                | 241                                            | 241                                            |
| 1858 | 1858                                           |                                                | 239                                            | 239                                            |
| 1864 | 1864                                           |                                                | 260                                            | 260                                            |
| 1871 | 1871                                           |                                                | 261                                            | 261                                            |
| 1875 | 1875                                           |                                                | 272                                            | 272                                            |
| 1885 | 1885                                           |                                                | 309                                            | 309                                            |
| 1895 | 1895                                           |                                                | 279                                            | 279                                            |
| 1905 | 1905                                           |                                                | 310                                            | 310                                            |
| 1910 | 1910                                           |                                                | 343                                            | 343                                            |
| 1925 | 1925                                           |                                                | 341                                            | 341                                            |
| 1939 | 1939                                           |                                                | 300                                            | 300                                            |
| 1946 | 1946                                           |                                                | 407                                            | 407                                            |
| 1950 | 1950                                           |                                                | 414                                            | 414                                            |
| 1956 | 1956                                           |                                                | 361                                            | 361                                            |
| 1961 | 1961                                           |                                                | 374                                            | 374                                            |
| 1967 | 1967                                           |                                                | 350                                            | 350                                            |
| 1970 | 1970                                           |                                                | 357                                            | 357                                            |
| 1980 | 1980                                           |                                                | ?                                              | ?                                              |
| 1990 | 1990                                           |                                                | ?                                              | ?                                              |
| 2000 | 2000                                           |                                                | ?                                              | ?                                              |
| 2011 | 2011                                           |                                                | 417                                            | 417                                            |
| 2019 | 2019                                           |                                                | 420                                            | 420                                            |
| Datenquelle: Historisches Gemeindeverzeichnis für Hessen: Die Bevölkerung der Gemeinden 1834 bis 1967. Wiesbaden: Hessisches Statistisches Landesamt, 1968. Weitere Quellen: LAGIS; 1970:; Stadt Melsungen:; Zensus 2011 |                                                |                                                |                                                |                                                |

### Historische Religionszugehörigkeit
| Quelle: Historisches Ortslexikon |                                                                     |
| • 1885:                          | 290 evangelische (= 99,66 %), ein katholischer (= 0,34 %) Einwohner |
| • 1961:                          | 331 evangelische (= 88,50 %), 40 katholische (= 10,70 %) Einwohner  |

## Politik
Für Adelshausen besteht ein Ortsbezirk (Gebiete der ehemaligen Gemeinde Adelshausen) mit Ortsbeirat und Ortsvorsteher nach der Hessischen Gemeindeordnung.
Der Ortsbeirat besteht aus fünf Mitgliedern. Bei den Kommunalwahlen in Hessen 2021 betrug die Wahlbeteiligung zum Ortsbeirat 57,59 %. Alle Kandidaten gehörten der „Bürgerliste Adelshausen“ an. Der Ortsbeirat wählte Wolfgang Fröhlich zum Ortsvorsteher.